# Epping (Anglaterra)
Epping és una ciutat comercial i parròquia civil del districte d'Epping Forest, al comtat d'Essex, Anglaterra. La ciutat es troba a 30 km al nord-est del centre de Londres, està envoltada per l'extrem nord del bosc d'Epping i sobre una cresta de terra entre les valls del riu Roding i del riu Lea.
Epping és la terminal de la Central Line del metro de Londres. La ciutat té diversos edificis històrics classificats de grau I, II i III. El mercat setmanal, que data del 1253, se celebra cada dilluns. El 2001, la parròquia tenia 11.047 habitants que va augmentar a 11.461 al cens del 2011. Epping es va agermanar amb la ciutat alemanya d'Eppingen, al nord-oest de Baden-Württemberg, el 1981.